# DNK polimeraza
DNK polimeraza vrsta je polimeraze. Ovaj enzim kontrolira pravilnu ugradnju nukleotida DNK-a prema slijedu nukleotida u starome lancu DNK-a, to jest ima ključnu ulogu u uzrokovanju replikacije DNK-a. Katalizira polimeriziranje deoksiribonukleotida iz deoksiribonukleozid trifosfata (koji je supstrat) na temelju komplementarnosti s lancem DNK-a koji služi kao kalup.
Enzim DNK polimeraza treba početnicu radi pokretanja sinteze niza komplementarne DNK-a, to jest za početak polimerizacije.
U molekularnoj biologiji primjenjuje se DNK polimeraza da bi se izazvala lančana reakcija polimeraze čime se povećava količina molekula DNK-a.